# 어섬
어섬(魚-)은 경기도 화성시 송산면 고포리에 있던 섬으로, 시화방조제가 생겨나며 육지가 되었다. 관광지와 경비행장으로 유명한데, 2008년 8월 10일에 이곳을 출발한 경비행기가 안산시 쌀섬에 추락하는 사고가 있었다.